# ヒタチヤ
ヒタチヤは、かつて存在した日本のスーパーマーケット。群馬県伊勢崎市に本社を置く株式会社常陸屋（ひたちや）が展開していた。伊勢崎市内に店舗を展開していたが、全店が閉店した。店舗の公式ウェブサイトも閉鎖された。
なお「ヒタチヤ」の全店閉店後も、株式会社常陸屋の法人格は存続している。

## 店舗
- 昭和町店（伊勢崎市昭和町）
  - 本社の隣にあった。閉店後もしばらくは建物が残っていたが2011年秋に解体され、跡地にはパチンコ店「マルハン」が出店。
- 堀口町店（伊勢崎市堀口町）
  - 閉店後もしばらくは建物や一部テナントは残っていたが解体され、跡地にはカワチ薬品伊勢崎南店が出店。
- 宮子店（伊勢崎市宮子町）
  - 跡地にはシューマート伊勢崎宮子店が出店したが、カインズホーム（旧）伊勢崎店資材館跡地へ移転。カラオケ店を経た後に解体され、跡地にはセブン-イレブン伊勢崎宮子店が出店。
- 今泉店（伊勢崎市今泉町）
  - 閉店後も建物は残存しており（駐車場の別棟は解体）、ウエルシア薬局を経てセブン-イレブン伊勢崎今泉町1丁目店などが入居している。
- 本庄店（埼玉県本庄市西五十子）
  - 跡地にはウエルシア本庄西五十子店が出店。
- 赤堀店（伊勢崎市市場町）
  - 2008年2月26日閉店 。閉店後にドラッグセイムスが居抜き出店して同年5月30日に開店、セイムスの閉店後に建物は解体され、跡地の南側半分にミニストップ伊勢崎市場町店が出店。残りの敷地にはウエルシア伊勢崎市場店が建設され、2014年11月27日に開店した。